# 67e méridien est
En géographie, le 67e méridien est est le méridien joignant les points de la surface de la Terre dont la longitude est égale à 67° est.

## Géographie

### Dimensions
Comme tous les autres méridiens, la longueur du 67e méridien correspond à une demi-circonférence terrestre, soit 20 003,932 km. Au niveau de l'équateur, il est distant du méridien de Greenwich de 7 458 km,.
Avec le 113e méridien ouest, il forme un grand cercle passant par les pôles géographiques terrestres.

### Régions traversées
En commençant par le pôle Nord et descendant vers le sud au pôle Sud, Le 67e méridien est passe par:
| Coordonnées          | Pays, territoire ou mer | Notes |
| -------------------- | ----------------------- | --- |
| 90° 00′ N, 67° 00′ E | Océan Arctique          | |
| 81° 00′ N, 67° 00′ E | Mer de Barents          | |
| 76° 56′ N, 67° 00′ E | Russie                  | Île Severny, Nouvelle-Zemble                                                                                |
| 76° 04′ N, 67° 00′ E | Mer de Kara             | |
| 71° 16′ N, 67° 00′ E | Russie                  | Péninsule de Yamal                                                                                          |
| 70° 48′ N, 67° 00′ E | Mer de Kara             | |
| 70° 01′ N, 67° 00′ E | Russie                  | Péninsule de Yamal                                                                                          |
| 69° 23′ N, 67° 00′ E | Mer de Kara             | Baie Baïdaratskaïa                                                                                          |
| 68° 50′ N, 67° 00′ E | Russie                  | |
| 54° 46′ N, 67° 00′ E | Kazakhstan              | |
| 41° 14′ N, 67° 00′ E | Ouzbékistan             | Passe par Samarcande                                                                                        |
| 37° 23′ N, 67° 00′ E | Afghanistan             | |
| 31° 19′ N, 67° 00′ E | Pakistan                | Baloutchistan Sindh - passe par Karachi                                                                     |
| 24° 49′ N, 67° 00′ E | Océan Indien            | |
| 60° 00′ S, 67° 00′ E | Océan Austral           | |
| 67° 47′ S, 67° 00′ E | Antarctique             | Territoire Antarctique australien, Revendications territoriales en Antarctique revendiqués par l' Australie |